# Schlager Metal
Schlager Metal är ett album från 1998 av den svenska hårdrocksgruppen Black Ingvars . På albumet sjunger de coverversioner på Melodifestivalbidrag, och gör det i hårdrocksversion. Den första låten på albumet, Cherie, var deras egen och framfördes av dem i den svenska Melodifestivalen 1998, där den kom på femte plats.

## Låtlista
1. Cherie (Stephan Berg)
2. Bang en boomerang (Benny Andersson/Björn Ulvaeus) ("T.N.T." (AC/DC) som intro)
3. Dansa i neon (Tim Norell/Peo Thyren/Ola Håkansson) ("The Final Countdown" (Europe) som intro)
4. ABC (Martin Contra/Björn Frisen/Keith Almgren) ("Ain't My Bitch" (Metallica som intro)
5. Främling (Lasse Holm/Monica Forsberg) ("Stairway to Heaven" (Led Zeppelin) som intro)
6. Diggi-loo diggi-ley (Torgny Söderberg/Britt Lindeborg) ("Jump" (Van Halen) som intro)
7. Fångad av en stormvind (Stephan Berg) ("Fast as a Shark" (Accept) som intro)
8. Waterloo (Benny Andersson/Björn Ulvaeus/Stig Anderson) ("School's Out" (Alice Cooper) som intro)
9. Växeln hallå (Lasse Holm/Gert Lengstrand) ("Smoke on the Water" (Deep Purple) som intro)
10. La det swinge (Rolf Lövland) ("Strong Arm of the Law" (Saxon) som intro)
11. Det börjar verka kärlek banne mig (Peter Himmelstrand) ("Whole Lotta Love" (Led Zeppelin) som intro)
12. Högt över havet (Lasse Holm) ("Purple Haze" (Jimi Hendrix) som intro)

## Listplaceringar
| Lista (1998) | Topplacering |
| ------------ | ------------ |
| Sverige      | 6            |

### Fotnoter
1. ↑  Information i Svensk mediedatabas.
2. ↑  ”Schlager Metal”. Swedishcharts. 26 februari 1998. http://www.swedishcharts.com/showitem.asp?interpret=Black+Ingvars&titel=Schlagermetal&cat=a. Läst 15 november 2014.